# Nipisat
Nipisat [nipiˈsat] ist eine wüst gefallene grönländische Siedlung im Distrikt Sisimiut in der Qeqqata Kommunia.

## Lage
Nipisat liegt auf der gleichnamigen Insel 16 km südöstlich von Sisimiut, 29 km westsüdwestlich von Sarfannguit und 26 km nördlich von Itilleq.

## Geschichte
Bei Nipisat lag um 1700 die beliebteste Stelle für grönländische und hamburgische Walfänger in Südgrönland, da die Wale im schmalen Sund leichte Beute waren. Hans Egede hörte bereits im Winter 1723/24 von dem Ort und verließ am 22. Februar 1724 seine Kolonie Haabets Ø in Illuerunnerit nordwärts, um den 300 km nördlich gelegenen Ort zu besuchen, aber im Sturm mussten die beiden Schiffe umkehren. Im Juli 1724 wurde ein neuer Versuch gestartet und der Missionar Albert Top und rund ein Dutzend weitere Männer auf einem Schiff nach Nipisat geschickt. Nach der Errichtung eines Wohnhauses wurden im September 1724 auch ein Kaufmann, ein Buchhalter und vier weitere Männer nach Nipisat gebracht, womit der Ort eine vollwertige Loge wurde. Von Mai bis Juni 1725 besuchte Hans Egede Nipisat. Noch im selben Sommer kamen holländische Walfänger und überfielen die Loge und brannten sie nieder.
Im Sommer 1728 wurde die Kolonie Haabets Ø versetzt und in Nuuk als Kolonie Godthaab neu aufgebaut. Dabei wurde auch der Plan gefasst, Nipisat wieder aufzubauen. Um sich gegen die Walfänger verteidigen zu können, sollte ein Fort errichtet werden. Die Männer, die Nipisat aufbauen und besiedeln sollten, überwinterten in Nuuk und kamen erst im Juni 1729 nach Nipisat. Dort wurde ein Proviantlager errichtet, das ein 34 × 9,6 m großes Torfmauerhaus war, sowie ein Wohnhaus mit einer Fläche von 25,3 × 9,7 m und zwei Batterien. Die Gebäude waren für damalige und spätere grönländische Verhältnisse enorm groß. Den Winter 1729/30 verbrachte der Gouverneur Claus Paars noch in Nuuk, bevor er im März 1730 die Leitung von Nipisat auch in der Praxis übernahm. Sein Charakter führte jedoch zu großen Streitigkeiten zwischen den Kolonisten und der Walfang war erfolglos. Im Sommer 1731 erreichte Grönland die Meldung, dass König Friedrich IV. im Herbst gestorben war und sein Sohn und Nachfolger Christian VI. die Aufgabe der Kolonisierung Grönlands beordert hatte. Im Juli 1731 verließen somit alle Nipisat. Nur einen Monat später kamen die holländischen Walfänger zurück und brannten Nipisat ein weiteres Mal nieder.
Nipisat war danach nie wieder bewohnt, wurde aber noch 1748 von Peder Olsen Walløe, von 1807 bis 1810 mehrfach von Carl Ludwig Giesecke, 1884 von Jens Arnold Diderich Jensen und 1912 von Louis Bobé be- und untersucht.

## Liste der Kolonialangestellten

### Militär
Von 1728 bis 1731 war Claus Paars Gouverneur und Jørgen Brodersen Landorph Kommandant des Forts in Nipisat.

### Verwalter
Als Kaufmann diente sowohl in der ersten als auch in der zweiten Existenzperiode von Nipisat Jacob van der Wida Geelmuyden.

### Missionare
Folgende Missionare waren in Nipisat tätig:
- 1724–1725: Albert Top
- 1729–1731: Ole Pedersen Lange
- 1730–1731: Henrik Balthasar Miltzau

### Ärzte
Folgende Personen waren als Arzt angestellt:
- 1725–0000: Johan Vilhelm Jordan
- 1728–1731: Johan von Helm